# Volkswagen 2,5
2,5 liters motoren fra Volkswagen findes i flere forskellige udførelser:
- 5 cylindre, benzinmotor
- 5 cylindre, dieselmotor
- 6 cylindre, dieselmotor

| Stub | Spire Denne bilrelaterede artikel er en spire som bør udbygges. Du er velkommen til at hjælpe Wikipedia ved at udvide den. |